# Hábitat Soluciones
Hábitat Soluciones es un programa de televisión costarricense dedicado a la arquitectura, construcción, diseño interno y bienes inmuebles. Es transmitido todos los sábados a partir de las 12 del mediodía por Teletica, Canal 7, y con cambios de horario para los que sintonizan la señal internacional de Teletica.

## Concepto
Hábitat Soluciones va dirigido a todas aquellas personas que ven a la arquitectura en su hogar una forma de arte. El programa aporta entrevistas a arquitectos, notas sobre hogares, soluciones, además visitan los hogares de diferentes personalidades, como también se tiene una sección de bienes raíces.

## Presentadora
La presentadora del programa es Shirley Álvarez, Miss Costa Rica 2002 y modelo.

## Personalidades
Hábitat Soluciones tiene una sección en la cual diferentes estrellas del espectáculo y la política permiten entrar al espectador en sus hogares y mostrar así ideas arquitectónicas de los famosos a los televidentes. Entre los famosos han estado:
- Carlos "Tapado" Vargas: Percusionista.
- Edgar Silva: Periodista y presentador de TV
- Embajadora Gran Bretaña
- Erick Lonnis: Exfutbolista.
- Evelyn Fachler; Periodista y presentadora de TV
- Fabio Herrera: Artista plástico
- Ivonne Núñez: Modelo
- Jafet Soto: Exfutbolista.
- Joan Sebastian: Compositor y cantante mexicano.
- Johnny Araya: Exalcalde de San José
- Jorge Castro: Compositor musical
- José José: Cantante mexicano
- José León Sánchez: Escritor
- Laura Chinchilla: Expresidenta de Costa Rica
- Lorena Velásquez: Presentadora de TV
- Lynda Díaz: Exmodelo, expresentadora de TV y exSeñorita Puerto Rico
- Maribel Guardia: Actriz, cantante y presentadora
- Oscar Arias Sánchez: Expresidente de Costa Rica